# Thomas Burstyn
Thomas Burstyn (* 1954 in Montreal, Kanada) ist ein kanadischer Kameramann.

## Leben
Thomas Burstyn begann im Alter von 15 Jahren seine Ausbildung beim National Film Board of Canada unter der Anleitung von Denis Gillson. Mit dem 1983 erschienenen neuseeländischen Abenteuerfilm The Lost Tribe debütierte Burstyn als Kameramann für einen Langspielfilm. Seitdem drehte er vor allen Dingen Fernsehfilme und nur vereinzelt Independent- und Kinofilme, häufig in den USA, Kanada und Neuseeland, wo er mit seiner Frau lebt. Er wurde drei Mal für den kanadischen Genie Award als bester Kameramann nominiert, wobei er für seine Arbeit an Geliebtes Monster 1996 eine Auszeichnung entgegennahm.
Außerdem wurde er 2005 für einen Primetime Emmy Award nominiert.

## Filmografie (Auswahl)
- 1983: The Lost Tribe
- 1984: Fahrt ins Grauen (Mr. Wrong)
- 1988: Daffy und der Wal (La grenouille et la baleine)
- 1988: Im Zweifel für das Leben (Leap of Faith)
- 1988: Liberace – Ein Mann und seine Musik (Liberace)
- 1988: Warum muß Wesley sterben? (Promised a Miracle)
- 1989: Abenteuer in Kenia (Cheetah)
- 1989: Cold Front – Ein Killer läuft Amok (Cold Front)
- 1989: Schrecken in der Nacht (Night Walk)
- 1991: Boy Soldiers (Toy Soldiers)
- 1991: Ein dorniger Weg (She Stood Alone)
- 1991: Silent Motive  Mord in Hollywood (Silent Movie)
- 1992: Eine Frau für alle Fälle (Criminal Behavior)
- 1992: Fluch der Dunkelheit (Blind Man's Bluff)
- 1993: Arctic Blue
- 1993: Du lügst (Liar, Liar)
- 1993: Paradies mit kleinen Fehlern (The Lotus Eaters)
- 1993: Wiegenlied des Todes (Hush Little Baby)
- 1994: André
- 1995: Crying Freeman – Der Sohn des Drachen (Crying Freeman)
- 1995: Geliebtes Monster (Magic in the Water)
- 1996: Verführung zum Mord (Seduced by Madness: The Diane Borchardt Story)
- 1997: Auf der Jagd nach dem Schatz von Dos Santos (Lost Treasure of Dos Santos)
- 1997: City of Industry
- 1997: Dead Silence – Flammen in der Stille (Dead Silence)
- 1998: Creature – Tod aus der Tiefe (Creature)
- 1998: Geborgtes Glück (A Marriage of Convenience)
- 1998: Mörderin aus Liebe (The Girl Next Door)
- 1998: The Sound of War (When Trumpets Fade)
- 2000: Deadlocked – Die fünfte Gewalt (Deadlocked)
- 2000: Ein heißer Coup (Where the Money Is)
- 2000: First Target – Anschlag auf den Präsidenten (First Target)
- 2000: Race Against Time – Wettlauf gegen den Tod (Race Against Time)
- 2003: County Clare – Hier spielt die Musik (The Boys from County Clare)
- 2003: Lost Junction – Irgendwo im Nirgendwo (Lost Junction)
- 2004: Der große Kampf (Going to the Mat)
- 2006: Population 436
- 2008: Vipers
- 2010: Die Tochter von Avalon (Avalon High, Fernsehfilm)
- 2012: Monster gegen Mädchen (Girl Vs. Monster, Fernsehfilm)
- 2015: Descendants – Die Nachkommen (Descendants, Fernsehfilm)